# Тетрадь смерти (предмет)
Тетрадь смерти (англ. Death Note) — вымышленная магическая тетрадь из одноимённых манги, аниме, серии фильмов и компьютерных игр.

## Описание

Тетрадь смерти, первоначально попавшая к Лайту от Рюка

Тетрадь смерти — это орудие убийства, которое убивает и контролирует людей на расстоянии. При этом не имеет значения, где находится тот, кто её использует, но ему необходимо знать настоящее имя и лицо жертвы. Тетрадь смерти — вещь, принадлежащая первоначально богам смерти. Используя тетради, боги смерти выполняют своё главное предназначение — убийство людей. Происхождение артефактов неизвестно, но богам смерти тетради выдаются королём смерти. Каждому богу смерти может быть выдана королём только одна тетрадь, однако бог смерти может обладать столькими тетрадями, сколько сможет раздобыть.

### Внешний вид
В манге и аниме формат и толщина всех тетрадей одинаковы, цвет их обложки чаще чёрный, хотя в правилах их использования указано, что могут существовать тетради разных цветов. 
Тетради других цветов появлялись в дораме — тетрадь смерти Джелоуса, которую использует Миса, тут красного цвета, и в фильме «Тетрадь смерти: Свет нового мира», где синигами Арма использует белую тетрадь. Все тетради, независимо от цвета, работают одинаково.
На чёрной тетради синигами Рюка находится металлическое украшение в форме креста с черепом посередине.
На чёрной тетради, бывшей запасной во владении Рюка и подобранной Лайтом, присутствует белая надпись «Death Note» особым шрифтом готического стиля. Также передний форзац тетради содержит первые пять правил использования, написанные Рюком на английском языке, как на самом распространённом языке мира.
Тетрадь синигами Рэм — абсолютно чёрная, без надписей и украшений, как и большинство других тетрадей.
Тетрадь, бывшая во владении Джелоуса, и переданная затем от Рэм к Мисе, также чёрная, но с белой надписью. Текст надписи отсылается к аббревиатуре ARVC-5 (Arrhythmogenic Right Ventricular Cardiomyopathy 5), одному из типов аритмогенной правожелудочной вертикальной кардиопатии, генетическому заболеванию, вызывающему внезапные сердечные приступы. В тетради Мисы никаких инструкций не было.

## Тетради в сюжете произведения

### Первая тетрадь
Первую тетрадь, появляющуюся в сюжете, потерял синигами Сидо и нашёл Рюк, который сбросил её на Землю, чтобы кто-нибудь из людей её подобрал. На Земле тетрадь попадает в руки Лайту Ягами, который начинает активно её использовать. Впоследствии Лайт просит Рюка написать в этой тетради два фальшивых правила и отказывается от неё. Тетрадь попадает к Кёсукэ Хигути, топ-менеджеру компании «Ёцуба», который продолжает её активное использование. Вскоре его вычисляют, и тетрадь попадает к детективу L и его помощникам, которые таким образом узнают способ совершения убийств. После смерти L Мелло, ведущий самостоятельное расследование, путём шантажа похищает её и расправляется с командой своего конкурента, однако тетрадь удаётся вернуть. Тетрадь возвращают первоначальному владельцу — Сидо.

### Вторая тетрадь

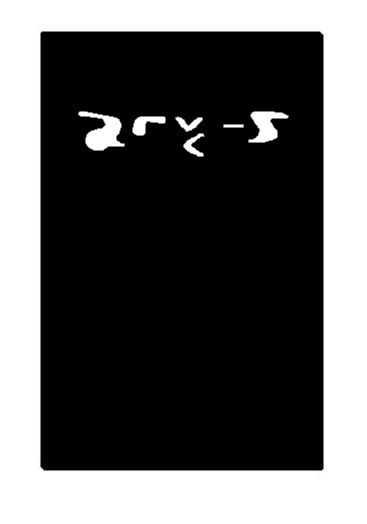
Тетрадь смерти, переданная Мисе Рэм

Вторая Тетрадь изначально принадлежала Джелоусу, который отдал жизнь за модель Мису Аманэ. Рэм, другая синигами, отдаёт тетрадь Мисе, которая тоже активно её использует. Позднее она передаёт её последнему «Кире» — Тэру Миками. В развязке сюжета эта тетрадь помогает раскрыть Лайта как организатора убийств.

### Другие тетради
Третья тетрадь попадает в мир людей после смерти Рэм. Не имеет надписей и украшений. Лайт находит её и держит какое-то время у себя, затем отсылает в полицию, для того чтобы полицейские, используя эту тетрадь, отобрали у преступников первую тетрадь.
Собственная тетрадь Рюка всё время оставалась при нём. В конце Рюк вписывает в неё имя Лайта и возвращается в свой мир.

## Правила тетради
Действие тетрадей смерти регламентируется специальными правилами. Основная часть правил приводится в конце некоторых глав манги. В середине каждой серии аниме на экране в течение нескольких секунд показываются некоторые из правил на английском языке, всего 70 штук. Эти правила подробно описывают различные аспекты действия тетради, некоторые законы, действующие в мире людей и в мире богов смерти, взаимоотношения людей и богов смерти.
Правил тетради очень много, даже боги смерти не знают их все. Но в мире богов смерти существует несколько руководств по использованию тетрадей, и боги смерти могут их читать и запоминать. 
Ниже приведены некоторые из правил:

Правила в манге

- Человек, чьё имя будет записано в этой тетради, умрёт.
- Эффект тетради не подействует, если пишущий имя не будет знать, как выглядит лицо того, кто должен умереть. Таким образом, люди с одинаковыми именами и фамилиями не умирают.
- Если причина смерти не указана, человек умрёт через 40 секунд от сердечного приступа.
- Если причина смерти написана в течение 40 секунд после имени, то так оно и случится.
- После написания обстоятельств смерти, детали смерти должны быть записаны в следующие 6 минут 40 секунд.

Именно эти 5 правил Рюк записал в тетрадь, которую подобрал Лайт.
При помощи тетради убийца может задать время и причину смерти, а также управлять жертвой и окружающими обстоятельствами перед убийством. Но он не может задавать условия, противоречащие законам физики или невозможные в данных обстоятельствах (иначе смерть произойдёт в результате сердечного приступа). Для убийства человека с помощью тетради необходимо знать его настоящие имя и фамилию —псевдонимы для этой цели не подойдут.
Владелец тетради может отказаться от неё, но в этом случае он потеряет все воспоминания, связанные с её использованием.

### Правила о взаимодействии богов смерти с людьми
Некоторые из правил описывают законы взаимодействия синигами с людьми:

- За человеком, владеющим тетрадью, будет следовать бог смерти, истинный владелец, до тех пор, пока человек не умрёт или не откажется от тетради.
- Человек, прикоснувшийся к тетради, сможет видеть и слышать бога смерти, даже если он не является владельцем тетради.
- Боги смерти могут увеличивать продолжительность своей жизни, записывая имена людей в тетрадь, но люди не могут.
- Если бог смерти, используя тетрадь, специально будет спасать человека от смерти, то этот бог смерти умрёт, однако, если человек будет делать то же самое, то он продолжит жить.

### Глаза бога смерти
Глаза бога смерти — это способность богов смерти, смотря на человека, видеть его настоящее имя, а также дату и время смерти. Человек, владеющий тетрадью, в любой момент может получить глаза бога смерти, при этом уменьшив оставшуюся продолжительность своей жизни вдвое. Если человек откажется от права владения тетрадью, то он потеряет глаза бога смерти, но остаток жизни к нему не вернётся.

## Общественный отклик

### Запрет вКНР
В начале 2005 года администрация школы в Шэньяне, столице провинции Ляонин (в Китайской Народной Республике), запретила «Тетрадь смерти». Непосредственной причиной было то, что студенты были замечены в изготовлении подобных «тетрадей смерти», куда потом записывали имена знакомых, врагов и учителей. Запрет был разработан для защиты «физического и психического здоровья» студентов от материала, который «вводит в заблуждение невинных детей и искажает их разум и дух». Джонатан Клементс предположил, что китайские власти действовали частично против «суеверий», но также против незаконных, пиратских изданий Death Note. Запрет был распространён на другие города Китая, включая Пекин, Шанхай и Ланьчжоу в провинции Ганьсу. На китайском языке «Тетрадь смерти» публикуется в Гонконге и на Тайване.

### В США
После публикации манги и показа аниме в нескольких школах у учащихся были обнаружены самодельные «тетради смерти», куда подростки заносили имена одноклассников и учителей.
Во Франклинской военной академии в Ричмонде, штат Вирджиния, США, была изъята у одного из студентов тетрадь с именами других учащихся, провинившийся был отстранён от занятий.
В Южной Каролине, США, в 2008 году школьные чиновники конфисковали тетрадь с надписью «Death Note» у ученика средней школы города Хартсвилл. Должностные лица связали этот случай с одноимённой мангой и аниме. Тетрадь содержала имена семи учеников. Школа запланировала дисциплинарные слушания и связалась со всеми 7 семьями учащихся.
В Гадсдене, штат Алабама, мальчики из шестого класса были задержаны за хранение «тетрадей смерти» с перечисленными именами нескольких сотрудников и учеников.
В Гиг-Харборе, Вашингтон, в средней школе один ученик был отчислен и трое были временно отстранены 14 мая 2008 г. за свои «Death Note».

## Другое
В 2018 году получил популярность сайт на японском языке Тетрадь смерти мужа (яп. だんな デスノート Данна Дэсу Но:то, Danna Death Note), на котором представляется возможность расстроенным женщинам выразить свои претензии к мужьям и открыто надеяться на их смерть в качестве компенсации за свои проступки и недостатки. Позже огромное количество постов на сайте побудило издателя Takarajima выпустить печатную версию.